# Тайный советник вождя
«Та́йный сове́тник вождя́» — роман В. Д. Успенского, написанный в 1953—2000 годах. Первая часть романа опубликована 70-тысячным тиражом в 1988 году в алма-атинском журнале «Простор».

## История создания

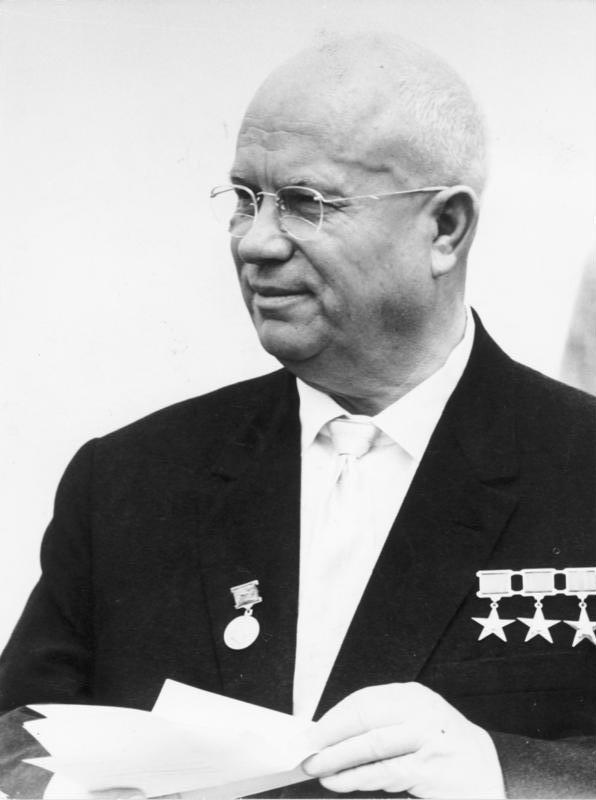
Н. С. Хрущёв

Идея создания романа зародилась у Владимира Успенского весной 1948 года в результате его участия в первомайском параде на Красной площади. Тогда батальон, к которому он относился, располагался напротив Мавзолея и Владимир около получаса наблюдал Сталина. Более чёткие очертания идея приобрела сразу после смерти Сталина. Именно тогда в марте 1953 года, по словам Успенского, «в папку лёг первый документ, легли первые наброски, воспоминания». С начала разоблачения культа личности Сталина автор начал собирать документы с особым упорством.
Изначально источниками информации для романа служили отечественные и зарубежные литература и пресса, архивы, статьи и речи Сталина. Автор встречался с людьми, которые работали вместе со Сталиным или обслуживали его самого или его семью. По словам Успенского, в середине 70-х годов, узнав, что он работает над книгой о Сталине, к нему «обратился очень пожилой, весьма эрудированный человек, много лет друживший с Иосифом Виссарионовичем, его советник по разным вопросам, в основном по военным». Этот человек передал Успенскому многочисленные материалы и подсказал сюжет для будущего романа. О том, как повлияла эта встреча на дальнейшую работу Успенского он высказался следующим образом:

… если бы не встреча с Лукашовым, то я бы написал совершенно другую книгу, например, повесть «Сталин на войне» или что-то в этом роде. Но когда ко мне обратился Николай Алексеевич и предложил использовать свой уникальный архив … я понял, какая невероятнейшая удача выпала мне. Это был уже совсем иной угол зрения, иная концепция. У меня появился сюжет, герой, — словом, всё, что нужно для романа.— 
Успенский поддерживал творческую связь с М. А. Шолоховым, который, ознакомившись с романом «Неизвестные солдаты», дал Успенскому рекомендацию для вступления в Союз писателей. В переписке они обсуждали будущий роман Успенского о Сталине. Благодаря Шолохову, который советовал продолжать работу над романом, Успенский окончательно утвердился в мысли написать книгу о Сталине.
В 1969 году после опубликования воспоминаний генерала Штеменко, с которым Успенский «был категорически не согласен в оценке роли Сталина в победах Великой Отечественной войны», он послал Шолохову резкий отзыв об этой книге, на что тот, по словам Успенского, ответил ему следующее: «Дорогой Успенский! Правда-то одна, но её нет ни в рецензируемой тобой книге, ни в самой рецензии. С одной стороны — желание обелить, с другой — очернить. Я вовсе не за „золотую“ середину, но холодная объективность нужна в обоих случаях…»
Основываясь на советах Шолохова, Успенский, по собственным словам, стремился художественными средствами воссоздать и исследовать образ Сталина, полагая, что тот родился не «расчётливым, дальновидным и решительным деспотом», а обыкновенным мальчиком, впечатлительным юношей, писавшим неплохие стихи, трудная и долгая жизнь которого оставила зарубки и шрамы, вытравив многие положительные душевные качества. По мере своих сил он стремился показать то, «как менялся характер Сталина в ходе гражданской войны, в период непримиримой борьбы … [с] Троцким и его последователями, как влияли на Сталина самые различные события, в том числе и неудачи, конфликты в семье». Пытался также «воссоздать сложный противоречивый процесс становления Сталина, а с другой стороны, показать влияние этого необычного человека на ход исторических событий».
В пояснении к роману автор так отозвался о работе над ним:

Книга эта серьёзна, сложна, в чем-то даже противоречива на первый взгляд… созрело у меня решение с «холодной объективностью» разобраться в том, что связано с жизнью и деятельностью выдающегося человека нашей эпохи — Иосифа Виссарионовича Сталина. Ну и взялся за это.
Мне было трудно, очень трудно, особенно в то время, которое называем теперь периодом застоя, когда всё, что было связано с именем Сталина, хранилось за семью печатями, когда сам писательский интерес к этой теме вызывал раздражение и подозрение властей предержащих. Работал я без всякой моральной и материальной поддержки, на свой страх и риск, ради дела отказывая себе во многом. Разыскивал, собирал почти исчезнувшие крупицы прошлого, сопоставлял их, обдумывал, пускался на всякие ухищрения, чтобы добыть необходимые материалы.— 
Первые две книги романа автор закончил в начале 1980-х, однако перечитав, подумал, что «идти с этим в редакцию — всё равно что в тюрьму. В лучшем случае — куча неприятностей. Никто это не напечатает, даже разговаривать не станут». Такие же подозрения высказали и его друзья, прочитавшие роман, так что публикация книги была отложена «до лучших времён». В связи с этим, по словам Успенского, ему приходилось «долгие годы работать „в стол“».
Первая часть романа была опубликована в 1988 году в Алма-Атинском журнале «Простор». Она вызвала «ожесточённые споры, дискуссии в печати». В интервью с Успенским, состоявшемся в 1997 году, на вопрос корреспондента о том, тяжело ли он переживал напор критики, Успенский ответил: «Не очень. Заранее знал, что попаду под перекрёстный огонь. Чужие обрушатся, среди своих не все разберутся. Зато реклама была какая!…»
Работу над романом Успенский закончил в январе 2000 года, за несколько дней до своей смерти.

## Сюжет
Роман написан в виде воспоминаний Николая Алексеевича Лукашова, дворянина, потомственного офицера, закончившего Академию Генерального штаба, случайным образом оказавшегося в годы гражданской войны на стороне красных и сблизившегося со Сталиным. Мудрый военспец-штабист Лукашов на долгие годы становится верным советником руководителя государства, наделённым исключительным правом всегда высказывать ему своё собственное мнение, не рискуя при этом навлечь на себя его гнев. По мнению историка В. В. Суходеева, этот персонаж создан на основе биографии П. А. Ермолина, ставшего советником Сталина в 1940 году.

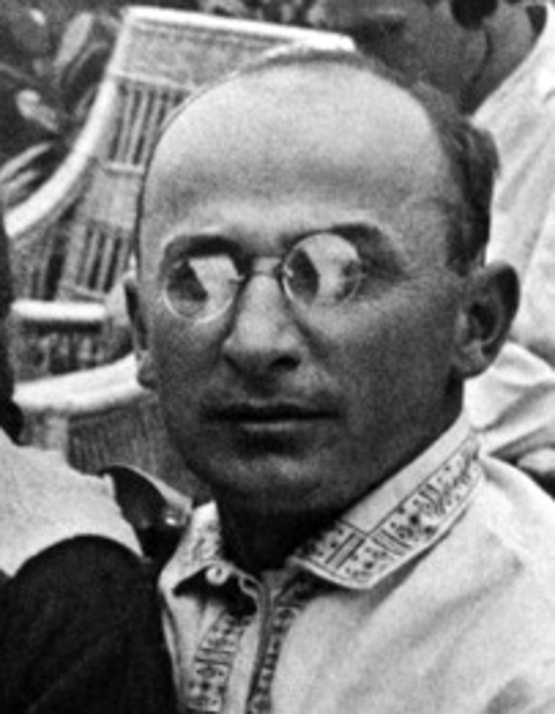
Л. П. Берия
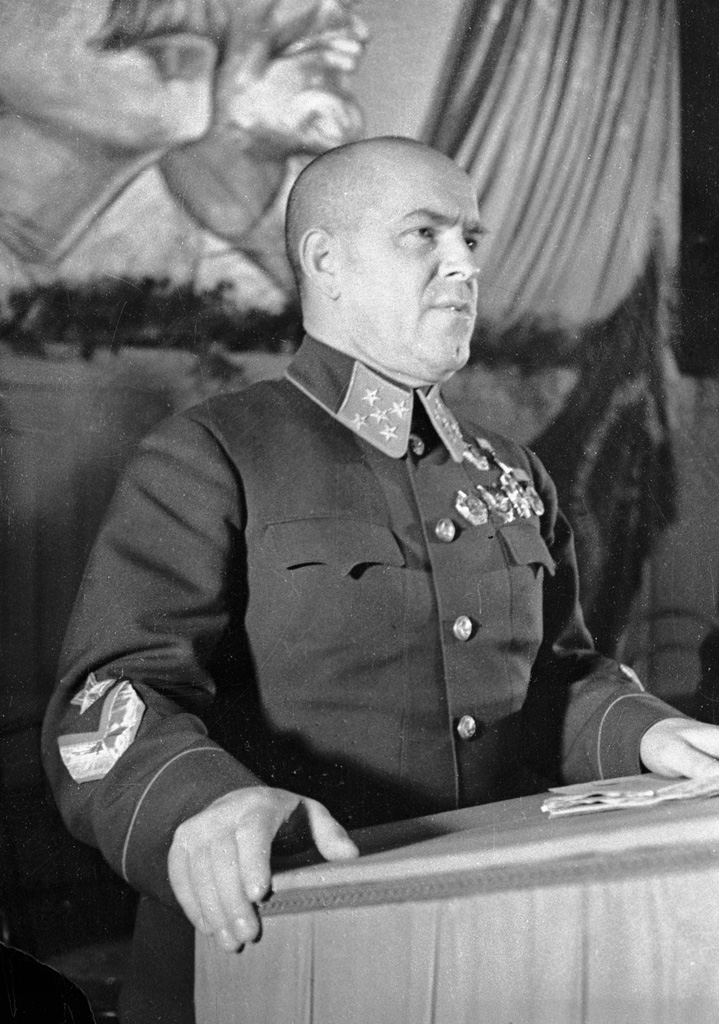
Г. К. Жуков
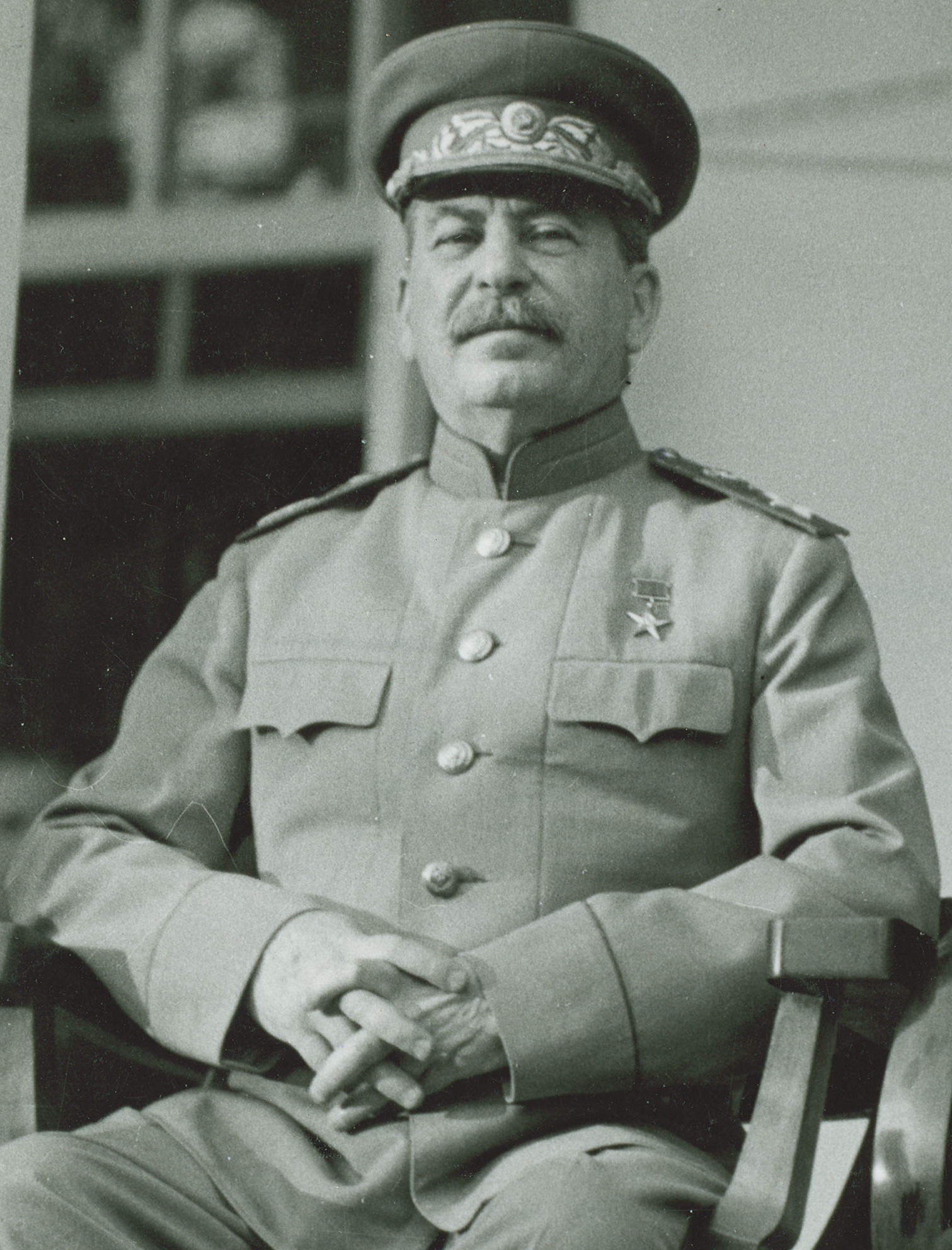
И. В. Сталин

## Отзывы
Критики отмечают, что лежащие в основе сюжета романа сцены знакомства Лукашова со Сталиным, а также облагодетельствование Сталиным Лукашова напоминают взаимоотношения Гринёва и Пугачёва из повести «Капитанская дочка». Разницу видят лишь в том, что в отличие от Гринёва, который честно отказался служить «разбойнику», Лукашов становится «тайным советником».
В критических заметках конца 80-х отмечается склонность Успенского к сложению Сталину дифирамбов в высокопарном стиле 50-х годов. Обращают, в частности, внимание на то, что в романе подчеркиваются «высокие душевные качества Сталина», утверждается, что «Сталин был совершенно по-детски доверчив», «незлобив и не помнил зла, причинённого ему другими», любую даже самую мелкую ссору переживал очень тяжело, а также то, что Сталин «заботливо относился к друзьям, охотно советовался с теми, от кого надеялся получить разумный совет». Успенский подводит читателей к той мысли, что во всех приписываемых Сталину преступлениях, «виноват вовсе не он, а совсем другие люди — его тёща, жена и сын». Литературный критик Николай Потапов итог работы Успенского по состоянию на март 1989 г. сформулировал следующим образом: «Апологетика преступного диктатора, упакованная в имитированную объективность».
В конце 1980-х годов публикация первых глав романа «Тайный советник вождя» некоторыми критиками рассматривалась как «акция, направленная против перестройки». А в одной из статей журнала «Огонёк» роман был назван книгой-анекдотом и содержалось требование «защитить Сталина от автора „Тайного советника вождя“».
Военный историк А. В. Ганин на основании изучения архивных документов и опубликованных данных пришёл к выводу, что реального прототипа героя романа Успенского не было и «никакого „тайного советника вождя“, загадочного и близкого Сталину военспеца-генштабиста, в действительности не существовало и существовать не могло…».
После публикации первой части романа в здании Союза писателей Казахстана состоялась посвящённая ему читательская конференция, на которой сошлись те, кто решительно протестовал против воскрешения «монументального образа „вождя и учителя“», а также те, для которых публикация романа была желанной и долгожданной. Мнения присутствующих разошлись: «одни требовали запретить книгу и привлечь её автора к ответственности, а другие — объявить произведение „романом века“».
В предисловии к роману директор питерского издательства «Правда» Н. Г. Волынский характеризует его как энциклопедию «полувекового периода советской истории во всём её героизме и трагичности». Он отмечает также, что «В. Успенский устами своего главного героя честно рассказывает — без прикрас, но и без очернительства о И. В. Сталине, его окружении, о стране», а также подчёркивает, что «в книге [содержится] масса интереснейшей информации, имеющей огромную познавательную ценность».

## Издания
Роман по частям либо целиком издавался:
- Алма-Ата, Простор, 1988 г. (№ 7, 8, 9 — 70 000 экз.)
- Москва, Прометей, 1989 г. (Кн. 1 — 50 000 экз.), 1990 г. (Кн. 2 — 50 000 экз.), 1991 г. (Кн. 3 — 50 000 экз.), 1993 г. (Т. 1, 60 000 экз.), 1994 г. (Т. 2, 60 000 экз.)
- Москва, Советский патриот, 1989 г., 1990 г. (Кн. 1, 500 000 экз.; Кн. 2, 500 000 экз.), 1991 г.
- Москва, Интерконтакт, 1990 г. (200 000 экз.)
- Москва, Советская Россия, 1990 г.
- Москва, Бимпа, 1991 г.
- Москва, Художественная литература, 1991 г., 1992 г.
- Журнал «Мужество», № 2, 1991 г.
- Москва, Воениздат, 1991 г. (Кн. 1 и 2, 50 000 экз.), 1992 г. (100 000 экз.), 1993 г., 1994 г. (Кн. 3, 100 000 экз.)
- Москва, Роман-газета, 1991 г., 1992 г., 1993 г., 1994 г., 1995 г., 1996 г., 1997 г. (Кн. 6, Ч. 13, 35 000 экз.), 1998 г. (Кн. 7, Ч. 14, 35 000 экз.)
- Алма-Ата, СМАРТ, 1992 г.
- Днепропетровск: Сич, 1993 г.
- Санкт-Петербург, Правда, 2001 г. (в 5-ти томах, 4 000 экз.)
- Москва-Санкт-Петербург, Крымский мост, Правда, НТЦ «Форум», 2004 г. (3 000 экз.), 2010 г.
- Москва-Санкт-Петербург, Крымский мост-Диамант, 2006 г. (в 2-х томах, 3 000 экз.)
- Калининград, Янтарный Сказ, 2010 г.